# Nawozy
Nawozy – środki używane w uprawie roślin (nawożenie) celem zwiększenia wysokości i jakości plonowania dzięki wzbogaceniu gleby w składniki pokarmowe niezbędne dla roślin i polepszeniu jej właściwości fizycznych, fizykochemicznych, chemicznych i biologicznych, pochodzenia mineralnego lub organicznego. Nawozami są również produkty przeznaczone do zwiększania żyzności stawów rybnych.
W zależności od nawozu, zawarte w nim składniki pokarmowe mogą być w formie bezpośrednio przyswajalnej przez rośliny lub też dopiero po przemianach zachodzących w glebie, przez co działanie nawozów może trwać w ciągu jednego roku nawożenia lub nawet 3-5 następnych lat (np. wióry rogowe na ciężkich glebach). Czasem składniki pokarmowe w wyniku przemian glebowych przechodzą w formę trudniej przyswajalną lub całkowicie nieprzyswajalną dla roślin. 

## Składniki pokarmowe
Wśród makroelementów niezbędnych roślinom wyróżnia się: azot, fosfor, potas, także wapń, magnez i siarkę, natomiast w niewielkiej tylko ilości rośliny potrzebują takich mikroelementów jak: żelazo, cynk, miedź, bor, molibden, chlor. 

## Rodzaje i grupy nawozów
1. Nawozy mineralne, wysokoprocentowe, zawierają proste, bezpośrednio przyswajalne dla roślin lub po niewielkich tylko przemianach w glebie związki chemiczne; surowcami do produkcji są kopaliny, rudy, odpady przemysłu hutniczego, także odpady pochodzenia zwierzęcego; niektóre poprawiają strukturę gleby, zmieniają jej odczyn, usuwają toksyczne substancje; wyróżnia się nawozy:
  - azotowe, najważniejsze z nawozów mineralnych, dzielą się na:
    - saletrzane
    - amonowe
    - saletrzano-amonowe
    - amidowe
    - roztwory azotowe
    - azotowe o spowolnionym działaniu

  - fosforowe
  - potasowe
  - magnezowe
  - siarkowe
  - mikroelementowe
  - wieloskładnikowe, nabierające coraz większego znaczenia w dobie intensyfikacji rolnictwa, produkuje się ich coraz więcej (np. amofos, nawozy NPK: nitrofoska, polifoska, azofoska itp.); wyróżnia się tu nawozy mieszane i kompleksowe;
2. Nawozy wapniowe i wapniowo-magnezowe:
  - tlenkowe
  - węglanowe
3. Nawozy naturalne:
  - obornik
  - gnojówka
  - gnojowica
  - pomiot ptasi
  - guano
4. Nawozy organiczne:
  - kompost
  - biohumus
  - na bazie żywych alg (hodowlanych)
5. Nawozy niekonwencjonalne, w tym nawozy:
  - pochodzenia komunalnego
  - pochodzenia przemysłowego.

Nawozy można także podzielić ze względu na ich stan skupienia na: stałe i ciekłe. 
Zawartość w nawozach pierwiastków stanowiących dla roślin składniki pokarmowe przyjęto wyrażać w przeliczeniu na procentową wagową zawartość N, P2O5, K2O, MgO, CaO, SO3.

## Zagrożenia
Ze stosowaniem nawozów mineralnych wiążą się oprócz oczywistych korzyści, także i szkody dla środowiska i człowieka, zwłaszcza zanieczyszczenia wód gruntowych i powierzchniowych powodujące eutrofizację, zakwaszenie, odkwaszenie lub zasolenie gleb, nadmierne nagromadzenie w roślinach szkodliwych substancji, czyli przenawożenie itp.